# Церковная геральдика
Церковная геральдика — геральдическая традиция, развивающаяся преимущественно в Католической церкви.

## История
Церковная геральдика появилась в Европе в XIII веке. Это было связано с обязательным использованием епископами печатей. Первоначально на печатях изображались святые и епископы, но затем стали использоваться символы (митры, кресты, посохи). В XVII веке произошла систематизация символов, например, Пьер Паллио составил иерархию шляп, изображающихся на гербах клириков разного сана. В настоящее время геральдика наиболее распространена в Римско-католической церкви, где практически все епископы имеют гербы, в меньшей степени — у англикан, лютеран, униатов и православных. С 1969 года Annuario Pontificio публикует гербы всех членов римской курии. В XX веке на ниве церковной геральдики отличился апостольский нунций Бруно Хайм, автор четырёх папских гербов и пяти книг.

## Основные символы

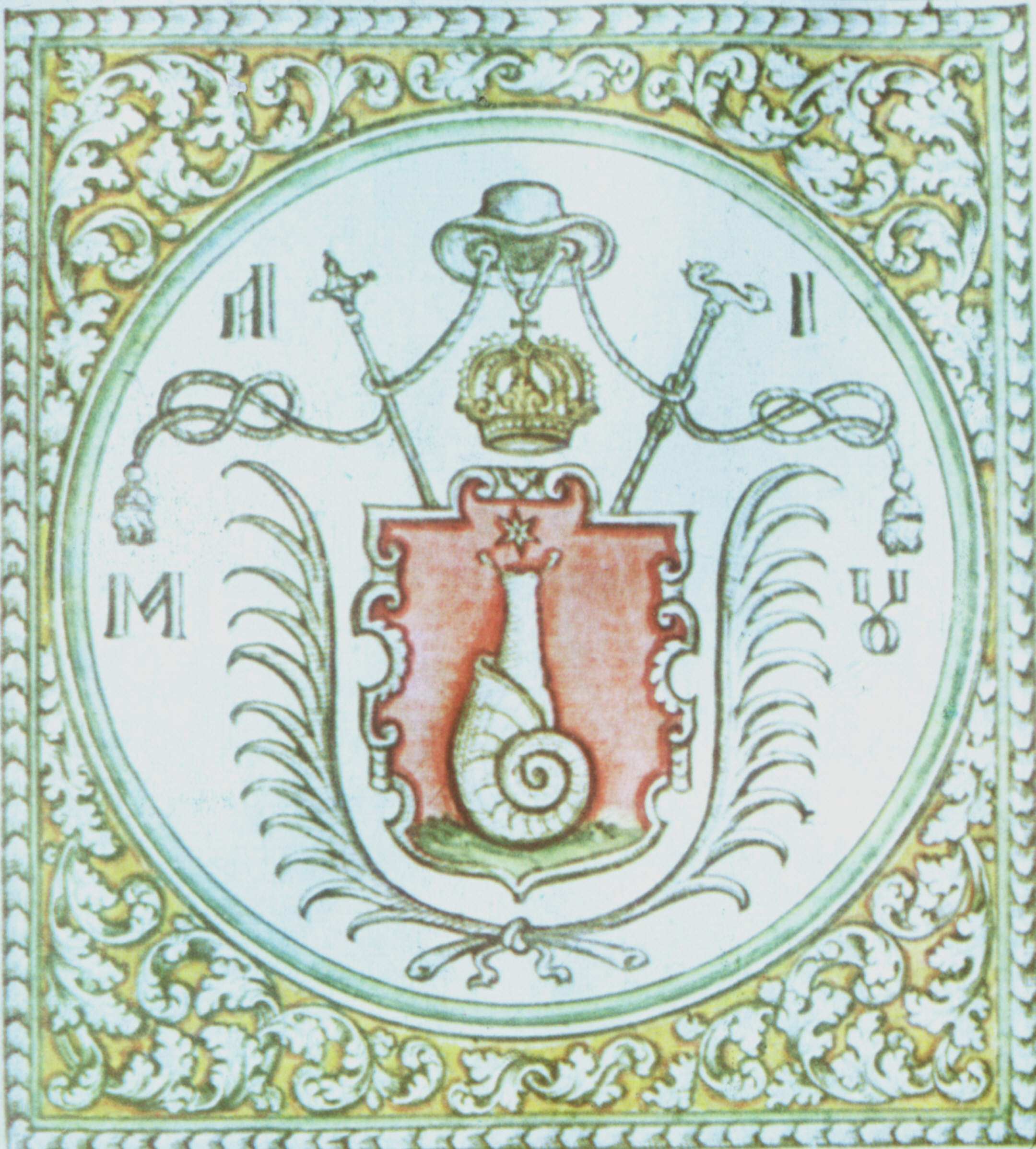
Герб Анфима Иверийского

- Галеро. Шляпа является важнейшей деталью гербов католических священнослужителей. Она происходит от головного убора средневековых паломников. Цвета галеро и количество кистей строго регламентированы и зависят от сана, должности и (иногда) страны. Также шляпы изображаются на гербах протестантских и (редко) православных священнослужителей.
- Крест. Крест связывается со смертью Иисуса Христа. В гербах католических епископов используется латинский (четвероконечный) крест, архиепископов и патриархов — патриарший, кардиналов — лотарингский. Папский Крест на гербе не изображается.
- Митра и паллий — элементы облачения. В 1969 году католикам было запрещено использовать митру на личных гербах, и с тех пор её можно найти только на гербах епархий. Исключение составляют герб Бенедикта XVI, где митра заменяет тиару. Там же можно видеть и паллий. Франциск сохранил в своём гербе митру, но удалил паллий.
- Посох — символ пастырства. В 1969 году католическим епископам запретили изображать на гербах посох, так как он напоминает крест.
- Намётка. Первоначально была накидкой для защиты от солнца, в настоящее время — деталь церковного облачения на Востоке. В геральдике выполняет те же функции, что намёт и мантия в светских гербах.
- Папская тиара — символ власти понтифика. Использовалась в папском гербе до Бенедикта XVI.
- Ключ — изображается на гербах римского папы и камерленго.
- Биретта — головной убор.
- Розарий — вид чёток. Используются и в светской геральдике.
- Терновый венец — венок, надетый на Иисуса перед казнью. Используется и в светской геральдике.
- Меч. Обычно используется на гербах епархий, где епископ ранее обладал светской властью.

## Католическая геральдика

### Папы

Герб Папы традиционный
Герб Папы с 2005 года

### Кардиналы

Герб кардинала-камерленго
Герб кардинала-митрополита (с архиепископским крестом)
Герб кардинала, не митрополита, (с архиепископским крестом)
Герб кардинала, не в достоинстве архиепископа
Герб кардинала-великого магистра Ордена Святого Гроба Господнего Иерусалимского
Герб кардинала-патрона Мальтийского ордена
Герб кардинала, не рукоположённого в сан епископа

### Епископы

Герб римско-католического патриарха (без ранга кардинала)
Герб примаса (без ранга кардинала)
Герб римско-католического митрополита (на гербе присутствует паллий)
Герб архиепископа (на гербе отсутствует паллий)
Герб архиепископа ad personam или honoris causam
Герб епископа
Герб территориального аббата

### Монсеньоры

Герб прелата Фьоккетто (титул упразднён)
Герб Апостольского протонотария
Герб Почётного прелата Его Святейшества
Герб Капеллана Его Святейшества

### Священники регулярные и монашествующие

Герб генерального аббата (генерального настоятеля)
Герб аббата
Герб аббатисы
Герб главного настоятеля или генерального викария
Герб капеллана
Герб каноника (священника)
Герб декана
Герб военного капеллана
Герб римско-католического священника
Герб римско-католического диакона